# Associação de Estudantes do Instituto Superior de Agronomia
A Associação dos Estudantes do Instituto Superior de Agronomia, outrora chamada Associação dos Estudantes de Agronomia, é a estrutura representativa dos Estudantes do Instituto Superior de Agronomia (ISA).
Fundada a 21 de Novembro de 1911, responsabiliza-se pela representação institucional de todos os Estudantes do ISA, pela defesa da dignidade dos seus membros e pela colaboração na ação educativa da Universidade de Lisboa.
A AEISA promove, através des Núcleos de Estudantes, atividades em diversos campos educativos, culturais e desportivos. Fazem parte da AEISA os núcleos, tunas, comissões de estudantes e equipas desportivas, que promovem a dinâmica de conhecimentos dentro do ISA, representam a imagem cultural e o espírito académico e conferem à Comunidade Escolar uma identidade cultural própria.

## Órgãos sociais[2]
Presidência
- Presidente - Vera Rocha
- Vice-Presidente - Francisco Palma

Departamento de Apoio ao Estudante
- Coordenador/Secção Pedagógico/Secção Política Educativa - Francisco Palma
- Secção Ação Social - Rita Marques
- Secção Empreendedorismo e Saídas Profissionais - Manuel Leiria
- Secção Científico-Cultural - Gabriela Nunes
- Secção Agros - Carlota Pimentel

Departamento Administrativo e de Gestão de Recursos
- Coordenadora - Catarina Bento
- Secção Relações Externas - Joana Marques
- Tesoureira - Inês Silva
- Secretário - Marta Simões
- Secção Património/1º Vogal - Rodrigo Mendes
- Secção Apoio a Núcleos - Madalena Caroço

Departamento Informativo
- Coordenador/Recursos Online - Filipa Sousa
- Secção Apoio Gráfico - João Tomé
- Secção Audiovisuais - Adelaide Cabral
- Secção Reprografia e Merchandising - Tiago Gomes
- Secção "O Quercus" - Carolina Cabral

Departamento Recreativo
- Coordenador - Simão Alves
- Secção Recreativa - Bernardo Marques
- Secção Apoio Logístico - Rodrigo Campos
- Secção Apoio a Eventos - Duarte Germano
- Secção Apoio a Eventos - João Paulino
- Secção Apoio a Eventos - Frederico Silva

Departamento Desportivo
- Coordenador - João Colarinha
- Secção Apoio a Modalidades - Patrícia Domingos
- Secção Futebol - Hernâni da Luz
- Secção Rugby - Bernardo Manoel

## Núcleos de Estudantes[3]
Os núcleos são constituidos por estudantes, sendo alunos dos vários cursos do ISA, ou estudantes com interesses particulares. Os núcleos representam os interesses específicos desses alunos. 
- NagroISA – Núcleo de Agronómica do ISA
- AlimentISA – Núcleo de Alimentar do ISA
- NAISA – Núcleo de Ambiente do ISA
- NAPISA – Núcleo de Arquitectura Paisagista do ISA
- NuBISA - Núcleo de Biologia do ISA
- ZootecnISA - Núcleo de Eng. Zootécnica do ISA
- Conselho de Veteranos do ISA
- EqualISA - Núcleo de igualdade e inclusão LGBTQIA+ do ISA
- NEAISA - Núcleo de Estudantes Africanos do ISA
- NECISA - Núcleo de Estudantes Católicos do ISA
- FrutISA – Núcleo de Fruticultura do ISA

## Equipa de râguebi
A equipa de râguebi da AEISA, chamada de Agronomia, é uma equipa de râguebi portuguesa atualmente no escalão máximo da liga.

### Palmarés
- Campeonato Nacional de Rugby (2)
  - Campeão: 2006-07, 2018-19
  - Vice-Campeão: 2003–04, 2004–05, 2007-08, 2008-09, 2009-10, 2011–12

- Taça de Portugal (10)
  - Campeão: 1978, 1998, 1999, 2000, 2006, 2009, 2010, 2011, 2012, 2017
  - Finalista: 1965, 1968, 2002, 2004, 2008, 2013, 2016

- Taça Federação (1)
  - Campeão:2011

- Supertaça de Portugal (4)
  - Campeão: 1998, 2007, 2011, 2016

- Taça Ibérica (1)
  - Campeão:2007/2008

- Taça de Portugal sub-21 (1)
  - Campeão:2011

- Campeonato português de râguebi sub-18 (1)
  - Campeão:2008-09